# Gregorio Jove y Valdés
Gregorio Jove y Valdés (La Campona, Peñaflor, Grado, 1779 - 1857) político asturiano.

Miembro de una familia noble, su título nobiliario fue vizconde de Campogrande es nombrado procurador general del Principado en 1805. En su cargo mantiene contactos con Fernando VII alertándolo del peligro que suponían las tropas francesas asentadas en la región.
El 9 de mayo de 1808 tras haberse producido el levantamiento por parte de las milicias populares en Oviedo de la mano entre otras de las heroínas Juaca Bobela y Marica Andallón se junta a García del Busto convocando la Junta General del Principado para tomar medidas en contra del ejército invasor. Un año más tarde, en 1809 apoya al Marqués de la Romana cuando disuelve la Junta Superior de Observación y Defensa del Principado de Asturias. Durante toda la Guerra de la Independencia Española se mantiene muy beligerante con las tropas francesas realizando numerosas actividades. 
En 1811 es designado interlocutor para pedir al Gobierno central una Junta Superior Constitucional, siendo arrestado por tal motivo volviendo a intentarlo en 1814.
En 1820, tras el pronunciamiento de su paisano asturiano Rafael del Riego apoya al Trienio Liberal, llegando a ocupar el cargo de Alcalde Constitucional de Gijón  pero en 1823 tras su finalización es apresado. 
En 1840 es nombrado director Real Instituto Jovellanos de Gijón. 